# Semaeopus fuscicosta
Semaeopus fuscicosta là một loài bướm đêm trong họ Geometridae.